# Bizalom
Bizalom (en hongarès confiança) és una pel·lícula hongaresa del 1980 dirigida per István Szabó ambientada en els darrers dies de la Segona Guerra Mundial que mostra dos membres de la resistència que passen com a marit i muller per salvar la seva vida davant dels nazis, tot i que cadascun d'ells està casat amb una altra persona. Aclamada per la crítica, Szabó va guanyar l'Ós de Plata al millor director al 30è Festival Internacional de Cinema de Berlín i fou nominada a l'Oscar a la millor pel·lícula de parla no anglesa als Premis Oscar de 1980.

## Sinopsi
Durant els darrers mesos de la Segona Guerra Mundial, la vida de Kata fa un gir inesperat. S'assabenta que, a causa de les activitats de resistència del seu marit, els dos s'han d'amagar una estona. Rep nous documents d'identitat com a esposa de János Bíró, un refugiat de Transsilvània, i descobreix una nova casa i un nou marit que ella desconeix. Kata, espantada i sense saber què fer, es dirigeix a aquest home amb confiança i se li obre, esperant que li respongui les preguntes, l'entengui i la doni suport. Però János Bíró, un lluitador experimentat en el moviment de resistència, que ha passat per experiències humanes i històriques difícils, acull Kata amb recel i fredor, exigint-li la més estricta precaució envers tot i tothom.

## Repartiment
- Ildikó Bánsági	... 	Kata
- Péter Andorai	... 	János
- Oszkárné Gombik	... 	A néni
- Károly Csáki	... 	A bácsi
- Ildikó Kishonti	... 	Erzsi
- Lajos Balázsovits	... 	Kata férje
- Tamás Dunai	... 	Günther Hoffmann
- Zoltán Bezerédi	... 	Pali
- Éva Bartis
- Béla Éless
- Danielle du Tombe	... 	Elza
- Gyula Gazdag	... 	Egy férfi
- Gyöngyi Dorogi
- László Littmann	... 	Dr. Czakó
- Judit Halász	... 	János felesége